# Знаме на Стара Загора
Знамето на Стара Загора е символ на града, общината и старозагорци. То се поставя пред административните сгради на територията на Община Стара Загора.

## Композиция
Проектът за знаме е изработен през 1996 г. отново по проект на художника Христо Танев, продължава и доразвива идеите, заложени в герба на града. Основният му цвят е зелен. Причините, накарали автора да предпочете именно този цвят, са многообразни: първо, зеленият цвят е символ на младостта и растежа, на чистотата, на духовното пречистване и извисяване. Това е цветът на надеждата. Второ, този цвят е свързан с плодородието на Старозагорския край, със Старозагорското въстание от 1875 г., той е част от националния трибагреник.
В централната част на дясната страна на знамето са поместени основните елементи от Герба на Стара Загора. В изображението на лявата част на знамето е запазен обединителният символ на земята от герба, но тук перспективната събирателност се концентрира в първата буква (Аз) от глаголическата азбука. Този знак, по думите на Христо Танев, носи символа на духовната мощ на българския народ и е зареден с покровителството на светите братя Кирил и Методий. Символите от лявата и дясната страна на знамето са обградени от цветовете на националния трибагреник, което подсказва съпричастността на старозагорското знаме към националния флаг, а на старозагорци – към България.